# Александър Везенков
 Тази статия е за баскетболиста.  За българския общественик вижте Александър Везенков (общественик).  За историка вижте Александър Везенков (историк).
Александър (Алекс) Сашков Везенков (на гръцки: Αλέξανδρος (Σάσα) Βεζένκοφ) е български баскетболист с гръцко и кипърско гражданство. Част от националния отбор на България. Спортист на годината на България за 2022 и 2023 г.
Играе на позиция тежко крило и е висок 203 см. На клубно ниво играе за БК Олимпиакос.
В края на юни 2017 година е изтеглен в драфта на НБА от Бруклин Нетс под номер 57. През 2021 г. правата му за НБА преминават в Кливланд Кавалиърс. През лятото на 2022 г. Кливланд обменя правата на Везенков в Сакраменто Кингс.
На 1 юли 2023 година става ясно, че Везенков преминава официално в Сакраменто Кингс като по този начин става вторият българин играл в НБА след Георги Глушков.
На 28 юни 2024 преминава в Торонто Раптърс заедно с Дейвън Мичъл в сделка за Джейлън Макданиелс. Впоследствие на 23 юли 2024 година става ясно, че се завръща в Олимпиакос.

## Биография
Роден е през 1995 година в Никозия, Кипър. Син е на Сашко Везенков, дългогодишен изпълнителен директор на Лукойл Академик. Произхожда от голям български род от дебърското село Тресонче.
Везенков започва професионалната си кариера с мъжкия отбор на Арис в гръцката лига, като през 2011 г. се появява в 10 мача, със средна стойност от 2,5 минути на паркета. През сезон 2012 – 13, той се появява в 21 мача, с 3.9 точки и 2.5 борби средно на мач. Той е избран в гръцката лига за Най-добър млад играч през 2013 г.
През август 2013 г. той преподписва с Арис за 3 години. През следващия сезон той се установява в екипа, и се появява през 26 игри и 11.1 точки, 5.8 борби, 2.1 асистенции и 0.9 откраднати топки средно на мач. Той е избран за Най-добър млад играч в гръцката лига отново през 2014 г. В местното дерби срещу съперника ПАОК, по време на сезон 2014/15, Везенков постига своя максимум в кариерата си в Гърция в точките и борбите, с 29 точки и 14 борби. Като цяло, той играе в 37 мача през сезона 2014/15, с 16,8 точки, 7,3 борби и 1,6 асистенции средно на мач. По време на 26-ия редовен сезон в Гърция, Везенков е лидер в първенството в общия брой отбелязани точки с 469 и е на второ място в общите спечелени борби с 201. Той също е обявен за най-ценен играч на лигата, както и за най-добър млад играч този сезон. Везенков първоначално планирана да влезе в драфта на НБА през 2015, но по-късно оттегля името си от него преди крайния срок, който е определен за международни играчи през юни.
На 31 юли 2015 г., Везенков подписва четиригодишен договор на стойност 2 милиона евро, с испанския клуб Барселона. Барселона също плаща такса за изкупуване на стойност 315 000 евро на бившия клуб на Везенков, Арис. Договорът на Везенков с Барселона също включва опция за изкупуване от НБА, която е в размер на 1 милион евро. Клубът от испанската лига Валенсия Баскет, както и гръцкият клуб Панатинайкос, също проявяват интерес към подписване на договор с Везенков по онова време. След това Везенков отново поставя името си в драфта на НБА през 2016 г., след като първият му сезон с Барселона приключва. Въпреки това той премахва името си от драфта на 13 юни 2016, крайния срок за международните играчи.
През 2018 г. става част от БК Олимпиакос. През първите си два сезона влиза по-често от резервната скамейка на мястото на местния идол Йоргос Принтезис. През сезон 2020/21 игровото му време в Евролигата се покачва до средно 23.3 минути на мач, като Везенков вкарва по 11.5 точки на среща. Въпреки доброто представяне на българина обаче „олимпийците“ пропускат плейофите на Евролигата за трета поредна година.
След завръщането на тима в шампионата на Гърция през сезон 2021/22 Олимпиакос печели Купата на Гърция. Във финала срещу Панатинайкос Везенков вкарва 18 точки и е с основен принос за успеха. В Евролигата Везенков става титулярно тежко крило и играе в 31 срещи (29:35 мин, 13.8 точки, 5.6 борби, 1.5 асистенции). В 13-ия кръг българинът е избран за баскетболист на седмицата, след като вкарва 22 точки срещу УНИКС Казан и поставя най-добро постижение в кариерата си. Към края на редовния сезон Везенков се превръща в основен реализатор на тима и през февруари е избран за играч на месеца. На 26 март за втори път става баскетболист на кръга в Евролигата след 18 точки и 10 борби срещу АСВЕЛ при успеха с 94:80.
През лятото на 2022 г. получава оферта от Сакраменто Кингс, който държи правата му за НБА. Везенков обаче отказва предложението от договор за 1 милион долара, което е значително по-малко от контракта му с Олимпиакос на стойност 2,7 милиона.
Везенков се превръща в истински лидер на Олимпиакос и извежда тима до първо място в редовния сезон на Евролигата. Българинът прави впечатляващи изяви в турнира – най-много точки през сезона записва срещу АЛБА Берлин (28) и счупва рекорда си по борби (14 срещу Жалгирис) в един мач в турнира. Пет пъти Везенков е избран за играч на кръга, като поставя и рекорд за сезона по най-висок коефициент на полезно действие (43), а на два пъти печели баскетболист на месеца (ноември 2022 и февруари 2023). На 18 май 2023 г. е обявен за MVP на сезона в Евролигата. Той става и третият играч след Нандо де Коло и Лука Дончич, който в един сезон печели приза за най-полезен играч и наградата за най-добър стрелец в един сезон.

## Национален отбор на България
Везенков е бил част от българските младежки национални отбори на няколко нива. С младежките национални отбори на България той играе в следните турнири: както през 2010, така и през 2011 на FIBA Europe Under-16 Championship, през 2012 FIBA Europe Under-18 Championship, отново през 2012 на FIBA Europe Under-20 Division B Championship, и проведения през 2013 FIBA Europe Under-18 Championship. Той е лидер през 2011 на FIBA Europe Under-16 Championship по отношение на точкуването, със средно 27.1 точки на мач. Той е лидер и през 2013 на FIBA Europe Under-18 Championship, със средно 22,4 точки на мач. Той също така води и през 2014 на FIBA Europe Under-20 Championship в точкуване, средно 19.3 точки на мач, и борби, 11.2 борби средно на мач. Той също е част от Най-добрия отбор на турнира.
Везенков също представлява мъжкия български национален отбор през втория квалификационен турнир за ФИБА Евробаскет 2015, средно 17.3 точки на мач, а също така е най-високо резултатният играч за отбора в 5 от 6 мача както и като цяло най-добрият реализатор на тима. Той също така играе и в квалификацията на Евробаскет 2017. Поради съвпаденията в календара на мачовете в Евролигата и паузите за национални отбори, изявите на Везенков в националния отбор са ограничени в следващите сезони. Той пропуска квалификациите за Евробаскет 2022, които са преминати успешно от „трикольорите“.
Играе за България за Евробаскет 2022, като е безспорен лидер на „лъвовете“ и впечатлява с представянията си. Вкарва по 26 точки в мачовете с Испания, Черна гора и Белгия и по 28 срещу Турция и Грузия. В 4 от 5-те мача на груповата фаза завършва с „дабъл-дабъл“, като най-много борби взема срещу Турция (15). Приключва турнира на трето място по точки (26.8 точки средно на мач) и лидер по борби (12.2 на мач).

## Отличия
Олимпиакос
- Купа на Гърция: 2022
- Лига на Гърция: 2022

Барселона
- Суперкупа на Испания: 2015

Индивидуални награди
- MVP на Евролигата: 2022/23
- Най-добър стрелец на Евролигата: 2022/23
- Част от идеалния отбор на Евролигата: 2022, 2023
- Най-добър млад играч на гръцката Баскет лига: 2013, 2014, 2015
- Второ място на Viasport.bg за „Най-добър млад играч на България“: 2014
- Най-потенциален играч на Гърция: 2015
- Най-напредващ лидер в Гърция: 2015
- В идеалния отбор на гръцката Баскет Лига: 2015
- Най-добър стрелец на гръцката Баскет Лига: 2015
- Част от най-перспективния отбор на испанската Лига АКБ: 2017

Национален отбор
- 2011 Европейско първенство за юноши под 16 години: Най-добър реализатор
- 2013 Европейско първенство за юноши под 18 години: Най-добър реализатор
- 2014 Европейско първенство за юноши под 20 години: Най-добър реализатор
- 2014 Европейско първенство за юноши под 20 години: Отбор на първенството

## Родословие
|                 |                 |                 |                 |                 |                 |                 |                 |                  |                  |                  |                  |                              |                              |                              |                              |                                 |                                 |                                 |                                 | Йован Везенков                    |                                   |                                   |                                   |                                   |                                   |  |  |                                   |                                   |                                   |                                   |                                   |                                   |  |  |                               |                               |                               |                               |                               |                               |  |  |                             |                             |                             |                             |                             |                             |  |  |  |  |  |  |
|                 |                 |                 |                 |                 |                 |                 |                 |                  |                  |                  |                  |                              |                              |                              |                              |                                 |                                 |                                 |                                 |                                   |                                   |                                   |                                   |                                   |                                   |  |  |                                   |                                   |                                   |                                   |                                   |                                   |  |  |                               |                               |                               |                               |                               |                               |  |  |                             |                             |                             |                             |                             |                             |  |  |  |  |  |  |
|                 |                 |                 |                 |                 |                 |                 |                 |                  |                  |                  |                  |                              |                              |                              |                              |                                 |                                 |                                 |                                 |                                   |                                   |                                   |                                   |                                   |                                   |  |  |                                   |                                   |                                   |                                   |                                   |                                   |  |  |                               |                               |                               |                               |                               |                               |  |  |                             |                             |                             |                             |                             |                             |  |  |  |  |  |  |
|                 |                 |                 |                 | Мария Везенкова | Мария Везенкова | Мария Везенкова | Мария Везенкова | Мария Везенкова  | Мария Везенкова  |                  |                  | Стоян Везенков (1828 – 1897) | Стоян Везенков (1828 – 1897) | Стоян Везенков (1828 – 1897) | Стоян Везенков (1828 – 1897) | Стоян Везенков (1828 – 1897)    | Стоян Везенков (1828 – 1897)    |                                 |                                 | Константин Везенков (1848 – 1878) | Константин Везенков (1848 – 1878) | Константин Везенков (1848 – 1878) | Константин Везенков (1848 – 1878) | Константин Везенков (1848 – 1878) | Константин Везенков (1848 – 1878) |  |  | Петър Везенков                    | Петър Везенков                    | Петър Везенков                    | Петър Везенков                    | Петър Везенков                    | Петър Везенков                    |  |  | Румена Мушевска (1825 – 1881) | Румена Мушевска (1825 – 1881) | Румена Мушевска (1825 – 1881) | Румена Мушевска (1825 – 1881) | Румена Мушевска (1825 – 1881) | Румена Мушевска (1825 – 1881) |  |  | Иван Мушевски (1820 – 1900) | Иван Мушевски (1820 – 1900) | Иван Мушевски (1820 – 1900) | Иван Мушевски (1820 – 1900) | Иван Мушевски (1820 – 1900) | Иван Мушевски (1820 – 1900) |  |  |  |  |  |  |
|                 |                 |                 |                 | Мария Везенкова | Мария Везенкова | Мария Везенкова | Мария Везенкова | Мария Везенкова  | Мария Везенкова  |                  |                  | Стоян Везенков (1828 – 1897) | Стоян Везенков (1828 – 1897) | Стоян Везенков (1828 – 1897) | Стоян Везенков (1828 – 1897) | Стоян Везенков (1828 – 1897)    | Стоян Везенков (1828 – 1897)    |                                 |                                 | Константин Везенков (1848 – 1878) | Константин Везенков (1848 – 1878) | Константин Везенков (1848 – 1878) | Константин Везенков (1848 – 1878) | Константин Везенков (1848 – 1878) | Константин Везенков (1848 – 1878) |  |  | Петър Везенков                    | Петър Везенков                    | Петър Везенков                    | Петър Везенков                    | Петър Везенков                    | Петър Везенков                    |  |  | Румена Мушевска (1825 – 1881) | Румена Мушевска (1825 – 1881) | Румена Мушевска (1825 – 1881) | Румена Мушевска (1825 – 1881) | Румена Мушевска (1825 – 1881) | Румена Мушевска (1825 – 1881) |  |  | Иван Мушевски (1820 – 1900) | Иван Мушевски (1820 – 1900) | Иван Мушевски (1820 – 1900) | Иван Мушевски (1820 – 1900) | Иван Мушевски (1820 – 1900) | Иван Мушевски (1820 – 1900) |  |  |  |  |  |  |
|                 |                 |                 |                 |                 |                 |                 |                 |                  |                  |                  |                  |                              |                              |                              |                              |                                 |                                 |                                 |                                 |                                   |                                   |                                   |                                   |                                   |                                   |  |  |                                   |                                   |                                   |                                   |                                   |                                   |  |  |                               |                               |                               |                               |                               |                               |  |  |                             |                             |                             |                             |                             |                             |  |  |  |  |  |  |
|                 |                 |                 |                 |                 |                 |                 |                 |                  |                  |                  |                  |                              |                              |                              |                              |                                 |                                 |                                 |                                 |                                   |                                   |                                   |                                   |                                   |                                   |  |  |                                   |                                   |                                   |                                   |                                   |                                   |  |  |                               |                               |                               |                               |                               |                               |  |  |                             |                             |                             |                             |                             |                             |  |  |  |  |  |  |
| Райна Везенкова | Райна Везенкова | Райна Везенкова | Райна Везенкова | Райна Везенкова | Райна Везенкова |                 |                 | Косара Везенкова | Косара Везенкова | Косара Везенкова | Косара Везенкова | Косара Везенкова             | Косара Везенкова             |                              |                              | Владимир Везенков (1866 – 1930) | Владимир Везенков (1866 – 1930) | Владимир Везенков (1866 – 1930) | Владимир Везенков (1866 – 1930) | Владимир Везенков (1866 – 1930)   | Владимир Везенков (1866 – 1930)   |                                   |                                   |                                   |                                   |  |  | Александър Везенков (1867 – 1918) | Александър Везенков (1867 – 1918) | Александър Везенков (1867 – 1918) | Александър Везенков (1867 – 1918) | Александър Везенков (1867 – 1918) | Александър Везенков (1867 – 1918) |  |  |                               |                               |                               |                               |                               |                               |  |  |                             |                             |                             |                             |                             |                             |  |  |  |  |  |  |
| Райна Везенкова | Райна Везенкова | Райна Везенкова | Райна Везенкова | Райна Везенкова | Райна Везенкова |                 |                 | Косара Везенкова | Косара Везенкова | Косара Везенкова | Косара Везенкова | Косара Везенкова             | Косара Везенкова             |                              |                              | Владимир Везенков (1866 – 1930) | Владимир Везенков (1866 – 1930) | Владимир Везенков (1866 – 1930) | Владимир Везенков (1866 – 1930) | Владимир Везенков (1866 – 1930)   | Владимир Везенков (1866 – 1930)   |                                   |                                   |                                   |                                   |  |  | Александър Везенков (1867 – 1918) | Александър Везенков (1867 – 1918) | Александър Везенков (1867 – 1918) | Александър Везенков (1867 – 1918) | Александър Везенков (1867 – 1918) | Александър Везенков (1867 – 1918) |  |  |                               |                               |                               |                               |                               |                               |  |  |                             |                             |                             |                             |                             |                             |  |  |  |  |  |  |
|                 |                 |                 |                 |                 |                 |                 |                 |                  |                  |                  |                  |                              |                              |                              |                              |                                 |                                 |                                 |                                 |                                   |                                   |                                   |                                   |                                   |                                   |  |  | Михаил Везенков                   |                                   |                                   |                                   |                                   |                                   |  |  |                               |                               |                               |                               |                               |                               |  |  |                             |                             |                             |                             |                             |                             |  |  |  |  |  |  |
|                 |                 |                 |                 |                 |                 |                 |                 |                  |                  |                  |                  |                              |                              |                              |                              |                                 |                                 |                                 |                                 |                                   |                                   |                                   |                                   |                                   |                                   |  |  |                                   |                                   |                                   |                                   |                                   |                                   |  |  |                               |                               |                               |                               |                               |                               |  |  |                             |                             |                             |                             |                             |                             |  |  |  |  |  |  |
|                 |                 |                 |                 |                 |                 |                 |                 |                  |                  |                  |                  |                              |                              |                              |                              |                                 |                                 |                                 |                                 | Александър Везенков               | Александър Везенков               | Александър Везенков               | Александър Везенков               | Александър Везенков               | Александър Везенков               |  |  | Сашко Везенков (р. 1963)          | Сашко Везенков (р. 1963)          | Сашко Везенков (р. 1963)          | Сашко Везенков (р. 1963)          | Сашко Везенков (р. 1963)          | Сашко Везенков (р. 1963)          |  |  |                               |                               |                               |                               |                               |                               |  |  |                             |                             |                             |                             |                             |                             |  |  |  |  |  |  |
|                 |                 |                 |                 |                 |                 |                 |                 |                  |                  |                  |                  |                              |                              |                              |                              |                                 |                                 |                                 |                                 | Александър Везенков               | Александър Везенков               | Александър Везенков               | Александър Везенков               | Александър Везенков               | Александър Везенков               |  |  | Сашко Везенков (р. 1963)          | Сашко Везенков (р. 1963)          | Сашко Везенков (р. 1963)          | Сашко Везенков (р. 1963)          | Сашко Везенков (р. 1963)          | Сашко Везенков (р. 1963)          |  |  |                               |                               |                               |                               |                               |                               |  |  |                             |                             |                             |                             |                             |                             |  |  |  |  |  |  |
|                 |                 |                 |                 |                 |                 |                 |                 |                  |                  |                  |                  |                              |                              |                              |                              |                                 |                                 |                                 |                                 |                                   |                                   |                                   |                                   |                                   |                                   |  |  | Александър Везенков (р. 1995)     |                                   |                                   |                                   |                                   |                                   |  |  |                               |                               |                               |                               |                               |                               |  |  |                             |                             |                             |                             |                             |                             |  |  |  |  |  |  |